# Путешествие (альбом)
Путешествие — дебютный студийный альбом группы «Урфин Джюс», записанный и выпущенный в 1981 году. Единственная работа группы, выполненная в «неканоническом» составе.
В середине 90-х годов альбом был переиздан на компакт-кассетах и CD.
В конце 2024 года Московский лейбл Отделение Выход выпустил «Путешествие» на виниловой пластинке с отреставрированной исходной магнитной ленты в оригинальном оформлении Александра Коротича.  

## История
Дебютная работа «урфинов» записывалась на студии Свердловского телевидения. Звукорежиссёрами записи выступили Александр Бочкарёв и Павел Карпенко. Работа над альбомом заняла 5 сессий, начавшись 7 мая и закончившись 26 июня. В качестве гонорара Карпенко получил от Пантыкина две бутылки коньяка.
Ещё до записи «Путешествия» программа альбома была отыграна на ряде редких малозаметных концертов.
В процессе подготовки и записи альбома в составе была произведена замена — барабанщика Ивана Савицкого сменил коллега гитариста Юрия Богатикова Александр Плясунов. С ним же группа отыграла несколько концертов, в том числе — и концерт на Фестивале Свердловского Архитектурного Института, проходившего 6 июня в городском ДК «Автомобилист». Выступление на фестивале не заставило долго ждать первой награды — «Урфин Джюс» получил Приз жюри.
Альбом «Путешествие» стал первой в Свердловске и области магнитиздатовской работой, получившей графическое оформление — обе обложки альбома, а также вкладки с текстами песен и участниками записи, создал Александр Коротич, ставший впоследствии штатным художником-оформителем группы.

## Хронология выпуска
| Регион | Дата | Лейбл           | Форматы | Каталог         |
| ------ | ---- | --------------- | ------- | --------------- |
| СССР   | 1981 | нет             | бобина  | нет             |
| Россия | 1994 | SIMAZ           | CD      | AR 001 AR 001-2 |
| Россия | 1995 | Moroz Records   | CS      | MR 94079 MC     |
| Россия | 2001 | CD Land         | CD      | CDLREC 496-01   |
| Россия | 2024 | Отделение Выход | LP      | B630            |

## Список композиций
Автор всей музыки и аранжировок — Александр Пантыкин. Автор всех текстов — Илья Кормильцев (кроме указанных особо)
| №  | Название              | Текст песни    | Длительность |
| -- | --------------------- | -------------- | ------------ |
| 1. | «Пожиратель»          |                | 4:54         |
| 2. | «Агония»              | Эмиль Верхарн  | 3:12         |
| 3. | «Путешествие»         |                | 5:47         |
| 4. | «Шумящий мир»         |                | 6:00         |
| 5. | «Выдуманный город»    | Валерий Брюсов | 4:09         |
| 6. | «Ночное воскресенье»  | Валерий Брюсов | 2:45         |
| 7. | «Последний день воды» |                | 8:17         |

## Участники записи
- Александр Пантыкин — бас-гитара, вокал, фортепиано, клавишные инструменты
- Юрий Богатиков — гитара
- Александр Плясунов — барабаны

Технический персонал
- Павел Карпенко — звукорежиссёр
- Александр Бочкарёв — звукорежиссёр
- Александр Коротич — оформление и дизайн альбома
- Олег Ракович — фотографии
- Виталий Войтенюк — оператор